# Wolfgang Wildgen
Wolfgang Wildgen (Fürth, 1 de janeiro de 1944 – 4 de dezembro de 2024) foi um linguista alemão.

## Biografia
Wildgen cresceu na Baixa Baviera e em Luxemburgo. Em 1961, a família voltou para a Alemanha, e Wildgen se formou no ensino médio em Regensburg em 1964. Após o serviço militar, estudou alemão, línguas românicas e linguística geral na Universidade de Munique, na Universidade de Colônia, na Universidade de Bonn, em Besançon e na Universidade de Regensburg. Em 1971, foi aprovado no exame estadual para o cargo de professor superior de alemão e francês e, em 1976, recebeu seu doutorado na Universidade de Regensburg nas disciplinas de linguística geral e linguística alemã. Em 1975/76 foi pesquisador associado (DFG) na Universidade de Heidelberg. Em 1981, foi-lhe oferecido o cargo de professor de linguística com foco em linguística do alemão na Universidade de Bremen, onde lecionou e pesquisou até se aposentar em 2009.
Em sua pesquisa, Wildgen trata de semiótica, sociolinguística e pesquisa de contato de linguagem, linguística cognitiva, história da linguística e, nos últimos anos, especialmente a origem da linguagem e da arte na evolução humana.

## Principais publicações
- Differentielle Linguistik. Entwurf eines Modells zur Beschreibung und Messung semantischer und pragmatischer Variation. Niemeyer, Tübingen 1977.
- Kommunikativer Stil und Sozialisation. Eine empirische Untersuchung. Niemeyer, Tübingen 1977.
- Verständigungsdynamik: Bausteine für ein dynamisches Sprachmodell. Habilitationsschrift, Universität Regensburg, 1979. http://elib.suub.uni-bremen.de/ip/docs/00010402.pdf
- Catastrophe Theoretic Semantics. An Elaboration and Application of René Thom's Theory. Benjamins, Amsterdam 1982.
- Archetypensemantik. Grundlagen für eine dynamische Semantik auf der Basis der Katastrophentheorie. Narr, Tübingen 1985.
- Process, Image, and Meaning. A Realistic Model of the Meanings of Sentences and Narrative Texts. Benjamins, Amsterdam 1994.
- Das kosmische Gedächtnis. Kosmologie, Semiotik und Gedächtnistheorie im Werke von Giordano Bruno (1548–1600). Lang, Frankfurt 1998.
- De la grammaire au discours. Une approche morphodynamique. Lang, Bern 1999.
- The Evolution of Human Language. Scenarios, Principles, and Cultural Dynamics. Reihe: Advances in Consciousness Research. Benjamins, Amsterdam 2004.
- Kognitive Grammatik. Klassische Paradigmen und neue Perspektiven. Walter de Gruyter, Berlin 2008.
- Die Sprachwissenschaft des 20. Jahrhunderts. Versuch einer Bilanz. Walter de Gruyter, Berlin 2010.
- Giordano Bruno. Neun Studien und Dialoge zu einem extremen Denker. LIT-Verlag, Münster 2011.
- Visuelle Semiotik. Die Entfaltung des Sichtbaren. Vom Höhlenbild bis zur modernen Stadt. transcript, Bielefeld 2013.